# Full Metal Panic! (manga)
Full Metal Panic! (フルメタル・パニック !, Furumetaru Panikku!) est un manga créé par le mangaka Retsu Tateo d'après la série de romans éponyme de Shōji Gatō.

## Synopsis
L’histoire commence  la Terre en 2001. Ce n'est pas le monde moderne tel qu'on le connaît. Mais plutôt un monde parallèle dans lequel l'homme a découvert ce qu'il appelle la "Black Technology". L'analogie qui existe entre ce terme et celui de magie noire n'est pas fortuite. La population ne s'en rend pas bien compte mais l'armement des nations a atteint un niveau technologique tout à fait inimaginable. Seuls les personnes de la génération précédente sont conscientes du fossé qui a été franchi : les mechas ont fait leur apparition, les engins militaires disposent maintenant d'un camouflage les rendant totalement invisibles, l'énergie nucléaire est dépassée...
De ce fait, l'équilibre des grandes puissances est devenu très instable, les guerres civiles s'enfoncent dans la violence, le terrorisme se développe à grande vitesse, les trafics de drogue se multiplient... La population n'en est pas consciente, mais le chaos s'installe progressivement. Pour rétablir l'équilibre, une organisation para-militaire a été fondée, son nom est Mithril. Bénéficiant des dernières découvertes en matière de Black Technology et totalement indépendante, elle cherche à être le champion de la justice.
L’histoire raconte une rencontre entre deux personnages sur fond de science fiction. Chidori Kaname est lycéenne. Intelligente, belle, responsable, elle pourrait être Miss Japon si elle avait meilleur caractère. Elle ne le sait pas encore, mais elle est la cible de terroristes intéressés par son "potentiel". Intervient alors Sagara Sosuke, lui et deux de ses collègues de Mithril sont chargés d'assurer la protection de Kaname. À lui de se faire passer pour un lycéen, lui qui n'a jamais vécu autrement que comme mercenaire depuis sa plus tendre enfance...

## Publication
Full Metal Panic! est tiré d'une série de light novel parus en 23 tomes au Japon : les histoires principales en 12 tomes, les histoires courtes en 9 tomes et les histoires parallèles en 2 tomes.

### Publiés en France
- Le manga Full Metal Panic! est publié en 9 tomes au Japon par Kadokawa Shoten et en France par Panini Comics, et adapte les 3 premiers tomes d'histoire principale du light novel et quelques histoires courtes.
- Le manga Full Metal Panic! Sigma est publié en 19 tomes au Japon et 11 en France (stoppé), et adapte les histoires principales restantes, donc du 4e au 12e tomes du light novel, et quelques histoires courtes.

### Non publiés en France
- Le manga Full Metal Panic! Overload est un spin-off comique publié en 5 tomes au Japon.
- Le manga Full Metal Panic! Comic Mission est une réimpression améliorée du manga Full Metal Panic!, publié en 7 tomes au Japon.
- Le manga Full Metal Panic! Surplus est un spin-off publié en 1 tome au Japon.
- Le manga Full Metal Panic! Another est une séquelle 10 ans après Full Metal Panic! publié en 6 tomes au Japon, et adapte le light novel Full Metal Panic! Another.
- Le manga Full Metal Panic! Another Sigma est la suite de Full Metal Panic! Another publié en 2 tomes au Japon.
- Le manga Full Metal Panic! 0 ―ZERO― est un reboot plus proche du light novel, publié en 5 tomes au Japon.